# Voogd (feodalisme)
Een voogd was in het feodale tijdperk een persoon die een bezit beheerde namens een andere instantie, dat kon een kerkelijke instelling als een abdij, klooster of een kerk met grote bezittingen zijn, maar ook een wereldlijk stift met enorme, verdeeld gelegen domeinen.
Het gebied waarover de voogd het beheer voerde werd een voogdij genoemd.

## Oorsprong
Volgens middeleeuwse rechtsopvattingen waren alleen weerbare mannen volledig rechtsbekwaam. Alle anderen hadden een 'weerbare' als wettelijk vertegenwoordiger of beschermheer nodig. Een kleine minderheid van adellijke leken was daardoor verantwoordelijk voor een groot aantal mensen: horigen, vrouwen, geestelijken, joden en buitenlanders.
Bisdommen en kloosters moesten vanaf de 9e eeuw voogden aanstellen omdat zij niet voor wereldlijke rechtbanken konden optreden.
Landvoogden werden ook door koningen ingezet om de landerijen te besturen. 
Vanaf de 11e eeuw was de voogd vaak het familiehoofd van het adellijke geslacht dat de betreffende abdij of kerk, of het wereldlijke stift, had gesticht. Zo behield de familie zeggenschap over, en inkomsten uit, de landerijen die ze aan de instelling had geschonken

.
"Voogd" is de term, niet te verwarren met een 'algemene beschermvoogd', die in Duitstalige gebieden werd gebruikt, in Frankrijk werd de term lekenabt gebruikt. Zie dat artikel voor een meer uitvoerige beschrijving.